# Marshall Township (comté de Pocahontas, Iowa)
Marshall Township est un township du comté de Pocahontas en Iowa, aux États-Unis,.
Il est fondé en 1882 en tant que Laurens Township, en l'honneur de Henry Laurens (en) et John Laurens. En 1884, les habitants, dont beaucoup proviennent du comté de Marshall, parviennent, grâce à une pétition, à faire renommer le township en Marshall Township.

## Source de la traduction
- (en) Cet article est partiellement ou en totalité issu de l’article de Wikipédia en anglais intitulé « Marshall Township, Pocahontas County, Iowa » (voir la liste des auteurs).